# Joaquim de Paula Xavier (filho)
Joaquim de Paula Xavier (Ponta Grossa, 3 de outubro de 1903 - 23 de maio de 1956) foi um médico e professor catedrático brasileiro.
Dr. Paula Xavier foi filho de Joaquim de Paula Xavier

## Biografia
Joaquim de Paula Xavier nasceu órfão de pai (seu pai morreu pouco meses antes de seu nascimento), portanto, recebeu como homenagem o mesmo nome do pai e como o seu progenitor, seguiu a carreira médica formando-se pela Faculdade de Medicina do Rio de Janeiro e especializou-se em oftalmologia e otorrinolaringologia.
Casou-se com Yone Busse de Paula Xavier, também médica, em 27 de outubro de 1934.
Em 1949 ajudou na criação da Faculdade Estadual de Filosofia, Ciências e Letras de Ponta Grossa e na cerimônia de instalação da faculdade, em 12 de novembro de 1949, foi nomeado, na presença do então governador Moisés Lupion, o primeiro diretor da instituição. Também ajudou a fundar o Centro Cultural Euclides da Cunha.
Além de diretor, foi professor catedrático em Geografia Humana nos cursos de Geografia e História.
O Dr. Joaquim de Paula Xavier faleceu no dia 23 de maio de 1956.
Em homenagem ao ilustre ponta-grossense, a sua cidade natal batizou uma das suas vias como Rua Joaquim de Paula Xavier, localizada no Jardim América (Bairro Estrela).